# Grampo tubular

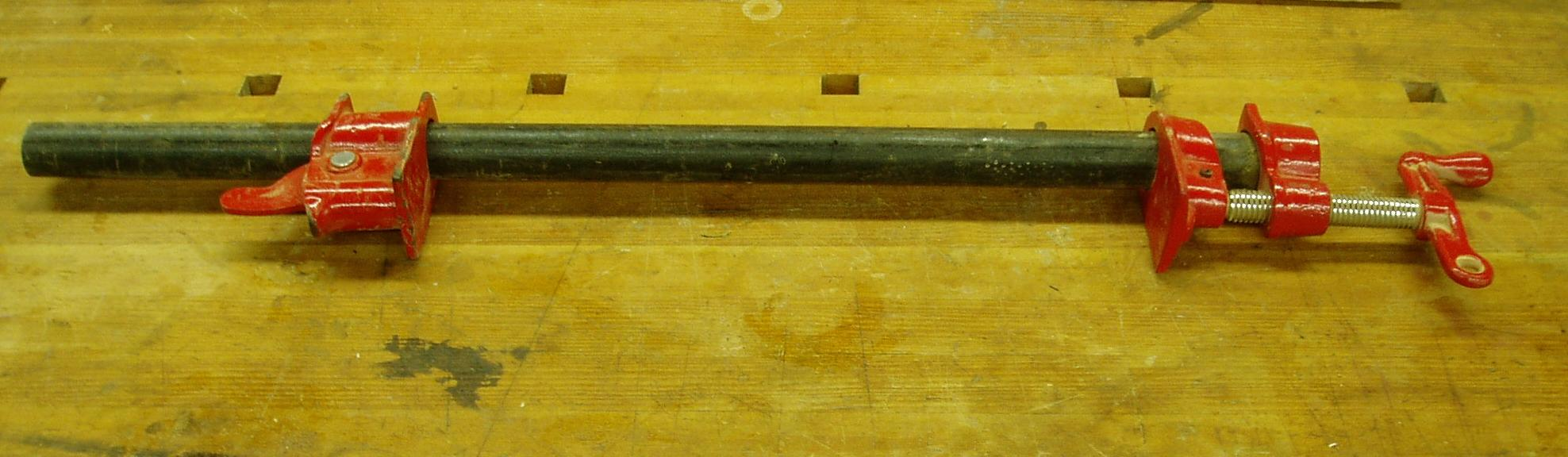
Um grampo tubular curto

O grampo tubular ou sargento tubular, também conhecido como pipe clamp (do inglês) é um tipo de grampo geralmente composto por um comprimento de tubo com cabeças de um grampo fabricadas comercialmente. A capacidade do grampo é determinada pelo comprimento do tubo usado. Ele é indicado para fazer a junção/prensa entre peças mais extensas em trabalhos de marcenaria, serralheria, carpintaria, funilaria, em uso profissional e hobby. Encaixável em bitelas de ¾’’, é versátil e o tamanho total pode ser alterado pela simples troca do tubo, ampliando as possibilidades de aplicação.

## Descrição
Na marcenaria, um grampo tubular usa cabeças de grampo produzidas comercialmente por vários fabricantes. Eles estão disponíveis em vários diâmetros, geralmente ½ ”ou ¾”, adequados para o mesmo diâmetro tubulação. O tubo geralmente é rosqueado nas duas extremidades. Uma cabeça é fixada no tubo girando-a nas roscas padrão. Esta cabeça inclui o mecanismo de parafuso para apertar o grampo. A outra cabeça móvel desliza para a outra extremidade do tubo. Essa cabeça possui um mecanismo, geralmente uma série de “garras” móveis que permitem deslizar ao longo do tubo ao configurar a operação de fixação, mas que travam no tubo quando a pressão de fixação é aplicada.
Os grampos tubulares têm um objetivo semelhante ao dos grampos de barra, mas geralmente são mais baratos de comprar e têm uma versatilidade derivada da capacidade de usar uma variedade de comprimentos de tubo para atender às necessidades de cada um. As mesmas cabeças do grampo podem ser trocadas de um tubo de dois pés para um comprimento de doze pés, conforme o projeto em questão. Ter roscas nas duas extremidades do tubo também permite o uso de acoplamentos, unindo dois comprimentos de tubo para estender o comprimento do grampo. 

## Usos

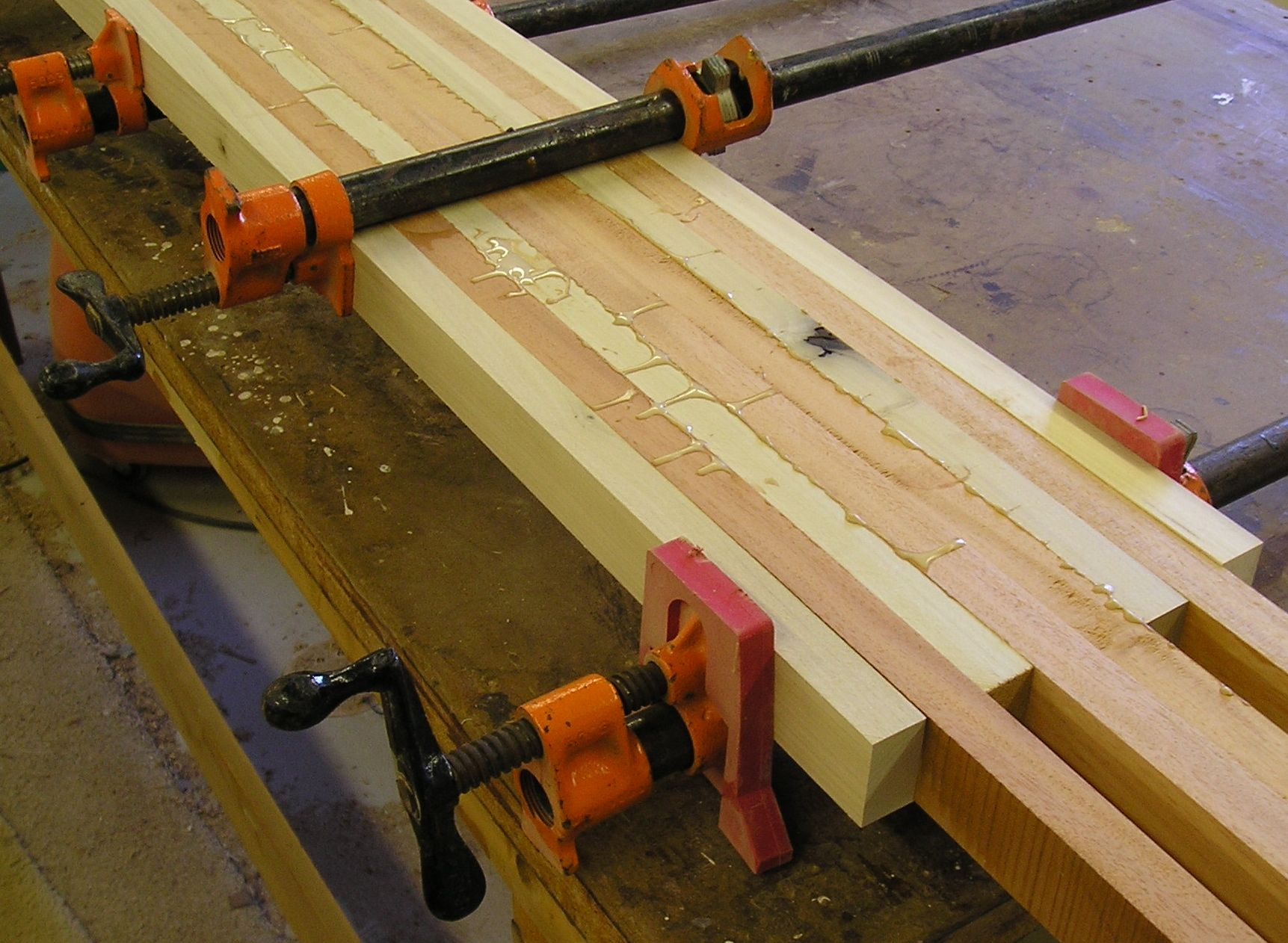
Grampos tubulares usados para colar uma laminação de madeira

Um uso comum de grampos tubulares em madeira é para colagem de bordas; várias placas sendo unidas de ponta a ponta para produzir uma superfície mais ampla, como um tampo da mesa ou componentes do gabinete. Nesse caso, várias braçadeiras de tubo serão instaladas na bancada, para que a pressão de aperto possa ser aplicada uniformemente ao longo do comprimento das placas que estão sendo unidas. Os grampos podem ser usadas para montar os quatro lados de caixas ou armários. 
Como na maioria das outras formas de grampos, pode ser encontrada uma grande variedade de usos.